# 紅頭李欖
紅頭李欖（学名：Chionanthus ramiflorus）为木犀科流蘇樹屬下的一个种。分布于台湾，中国大陆海南、广西、贵州、云南以及印度、东南亚和大洋洲。生长在海拔2000米以下的林中、灌丛和山坡、谷地。

## 变种
大花李欖（学名：Chionanthus ramiflorus var. grandiflorus）为木犀科流蘇樹屬下的一个变种。

## 扩展阅读
- 維基物種上的相關：紅頭李欖